# Rismyrtjärnen (Malå socken, Lappland, 725924-161708)
Rismyrtjärnen är en sjö i Malå kommun i Lappland och ingår i Skellefteälvens huvudavrinningsområde.